# Markus Baumgartner
Markus Baumgartner (* um 1960 im Eisacktal, Südtirol) ist ein italienischer Koch.

## Werdegang
Baumgartner beschloss mit 13 Jahren, Koch zu werden. Nach seiner Ausbildung in Südtirol wechselte er ins Tantris in München, zur Residenz bei Heinz Winkler in Aschau im Chiemgau, zum Schlosshotel Lehrbach bei Dieter Müller in Bergisch Gladbach und zu den Schweizer Stuben in Wertheim.
Mitte der 1990er Jahre wurde er Küchenchef im Restaurant Waldruhe in Albions/Lajen, das 1997 mit einem Michelinstern ausgezeichnet wurde. 2008 war er Küchenchef im Restaurant Maso Franch in Lavis, das auch mit einem Michelinstern ausgezeichnet wurde. 2010 wurde er Küchenchef in der Johannesstube im Hotel Engel, das ab 2011 ebenfalls mit einem Michelinstern ausgezeichnet wurde.
2016 kochte er im Preidlhof in Naturns.

## Auszeichnungen
- 1997: Ein Stern im Guide Michelin für das Restaurant Waldruhe
- 2007: Ein Stern im Guide Michelin 2008 für das Restaurant Maso Franch
- 2011: Ein Stern im Guide Michelin 2012 für das Restaurant Johannesstube